# Mordella australis
Mordella australis es una especie de coleóptero de la familia Mordellidae.

## Distribución geográfica
Habita en Australia.